# Distretto di Sechura
Il distretto di Sechura è uno dei sei distretti della provincia di Sechura, in Perù. Si trova nella regione di Piura e si estende su una superficie di 5.711,25 chilometri quadrati.
Ha per capitale la città di Sechura.